# 马来西亚选举
馬來西亞選舉分為兩個層級選舉，即聯邦層級選舉和州層級選舉。聯邦選舉是人民通過直接選舉產生出國會下議院議員（國會議員）；而州選舉則是人民通過直接選舉產生出各州立法議會議員（州議員）。沿襲自英國選舉制度，馬來西亞聯邦政府首腦稱爲馬來西亞首相，由馬來西亞下議院以間接選舉的方式選舉出來的，通常為國會下議院内最大政黨的黨魁。各州政府首腦被稱爲「州務大臣」和「首席部長」，由各州立法議會以間接選舉的方式選舉出來的，通常是州立法議會内最大黨的州領袖擔任。
雖然馬來西亞各州立法議會能夠依據各自的州憲法解散並舉行州層級選舉，但在慣例上各州立法議會會和馬來西亞國會同時或接近的時間解散，以便同時進行聯邦和州層級選舉。霹雳州議會、玻璃市州議會和彭亨州議會是目前唯三與聯邦國會同一時間解散舉行選舉的州議會。

## 選民與候選人資格
依據《馬來西亞聯邦憲法》規定，每個年滿21歲的公民都有選舉權和被選舉權，可向馬來西亞選舉委員會（選委會）登記成爲選民或候選人。2019年馬來西亞聯邦憲法修正案將投票年齡下調至18嵗，並自動賦予所有年滿18嵗的公民投票權，無需向選委會登記。

## 聯邦層級選舉

### 國會上議院
馬來西亞上議院是馬來西亞國會的上院，共有70名上議員，其中的26名上議員是由13個州的州立法議會間接選舉產生，每個州共有兩名代表；四名上議員由聯邦直轄區部向最高元首推荐任命，代表三個聯邦直轄區；而其餘的40名上議員則由聯邦政府向最高元首推荐任命。聯邦政府推薦任命的上議員之條件必須是公共服務或專業領域如農業、工業、商業、文化活動、社會服務、少數民族或是保護半島原住民利益的代表
上議院的建立是為了保護國家的聯邦體制，確保各州的權益不會被忽視。沿襲自英國的西敏制，馬來西亞上議院的權利非常有限，雖可發起立法和修改法律，但不可涉及與金融及財政相關的法案。任何上議院發起的立法和動議三讀通過后都需經過下議院同意。下議院三讀通過的法案也需由上議院通過，但上議院只能否決來自下議院法案一次，一年後若同樣的法案被下議院提呈至上議院，該法案可無視上議院的否決權直接交由最高元首等候御准。

### 國會下議院
在聯邦層級選舉（國會下議院選舉），來自全國222個單一國會選區的選民以直接選舉的方式投選出222名國會下議院議員。所有222名國會下議院議員以領先者當選的方式在各自的選區當選。在下議院取得簡單多數席位的政黨得以組建内閣，取得執政權。
馬來西亞聯邦憲法規定最少每五年必須舉行國會的改選，但首相能夠請示最高元首並在五年任期內的任何時間點解散國會。按照现行《马来西亚宪法》第55条第4款，国会在解散后必须在60天内举行选举，并在解散后的120天内重新召开。
如下议席如出现空缺，依《宪法》第54条也必须在60天内举行补选，但如果距离国会届满已不足两年（即国会议员宣誓就任后的五年任期已超过三年者），则不必举行补选。无论如何，如果空缺超过了60天才得到填补，也不影响新上任者的合法性。
自獨立以來，國民陣線一直是國會下議院選舉的贏家。在1969年馬來西亞大選時，聯盟（國民陣線前身）首次未取得國會下議院席位三分之二的絕對優勢（要進行修憲就需要擁有三分之二下議院議員的同意），這樣的情況同樣在2008年馬來西亞大選以及2013年馬來西亞大選發生，2013年馬來西亞大選即便國民陣線保住了下議院相對多數的席位，但在普選票上卻比反對黨－人民聯盟來得少，這得利於單一選區相對多數制及傑利蠑螈。2018年馬來西亞大選由马哈迪·莫哈末領導的反對黨陣綫希望聯盟成功獲得國會下議院簡單多數議席入主布城，打破了國陣60年的不敗記錄。

## 州層級選舉
在州層級選舉，來自各自州議席選取的選民以直接選舉的方式選出州立法議會議員。各州的州立法議會席位不同，最多席位的州立法議會是砂拉越州議會（71席）；最少席位的州立法議會則是玻璃市州議會（15席）。與聯邦層級選舉相同，所有州立法議會議員以領先者當選的方式在各自的選區當選。州立法議會的選區一般上小於國會議席。在州立法議會中取得簡單多數席位的政黨得以組建州行政議會，取得州執政權。
一般而言，各州州立法議會選舉的時間與全國大選選舉時間相同，但各州可以自行決定什麼時候舉行州立法議會的選舉。
在2008年馬來西亞全國大選之前，國民陣線及其前身聯盟基本上控制了馬來西亞全國的13個州立法議會，然而國民陣線偶爾會失去對於某些州立法議會的控制（失去組成州行政議會的權利）。最顯著的例子就是馬來西亞伊斯蘭黨於1959年至1978年及1990年對於吉蘭丹州立法議會的控制（組成州行政議會）。國民陣線在未改組前以聯盟的身份在1969年全國大選取得第二差成績，同時失去了對於霹靂州、雪蘭莪州、檳城州及先前失去的吉蘭丹州。国民阵线在2018年大选取得比1969年更差的成绩，只剩下彭亨州和玻璃市州以简单多数执政。

## 歷届選舉

### 聯邦層級選舉

#### 英屬馬來亞
| 屆次 | 年份   | 立法會最大政黨聯盟 | 最大黨 | 最大黨   | 執政黨議席數量 | 備注                     |
| 屆次 | 年份   | 立法會最大政黨聯盟 | 聯盟内 | 立法會内 | 執政黨議席數量 | 備注                     |
| ---- | ------ | ------------------ | ------ | -------- | -------------- | ------------------------ |
| —    | 1955年 | 聯盟               | 巫統   | 巫統     | 51 / 98        | 46席由英國保留不開放競選 |

#### 馬來亞聯合邦
| 屆次 | 年份   | 下議院最大政黨聯盟 | 最大黨 | 最大黨   | 執政黨議席數量 | 備注                     |
| 屆次 | 年份   | 下議院最大政黨聯盟 | 聯盟内 | 下議院内 | 執政黨議席數量 | 備注                     |
| ---- | ------ | ------------------ | ------ | -------- | -------------- | ------------------------ |
| 1    | 1959年 | 聯盟               | 巫統   | 巫統     | 74 / 104       | 執政黨以絕對多數議席執政 |

#### 馬來西亞
| 屆次 | 年份   | 下議院最大政黨聯盟 | 最大黨     | 最大黨   | 執政黨議席數量 | 備注                       |
| 屆次 | 年份   | 下議院最大政黨聯盟 | 聯盟内     | 下議院内 | 執政黨議席數量 | 備注                       |
| ---- | ------ | ------------------ | ---------- | -------- | -------------- | -------------------------- |
| 2    | 1964年 | 聯盟               | 巫統       | 巫統     | 89 / 104       | 執政黨以絕對多數議席執政   |
| 3    | 1969年 | 聯盟               | 巫統       | 巫統     | 95 / 144       | 執政黨以簡單多數議席執政   |
| 4    | 1974年 | 國民陣綫           | 巫統       | 巫統     | 134 / 154      | 執政黨以絕對多數議席執政   |
| 5    | 1978年 | 國民陣綫           | 巫統       | 巫統     | 130 / 154      | 執政黨以絕對多數議席執政   |
| 6    | 1982年 | 國民陣綫           | 巫統       | 巫統     | 132 / 154      | 執政黨以絕對多數議席執政   |
| 7    | 1986年 | 國民陣綫           | 巫統       | 巫統     | 148 / 177      | 執政黨以絕對多數議席執政   |
| 8    | 1990年 | 國民陣綫           | 巫統       | 巫統     | 127 / 180      | 執政黨以絕對多數議席執政   |
| 9    | 1995年 | 國民陣綫           | 巫統       | 巫統     | 162 / 192      | 執政黨以絕對多數議席執政   |
| 10   | 1999年 | 國民陣綫           | 巫統       | 巫統     | 148 / 193      | 執政黨以絕對多數議席執政   |
| 11   | 2004年 | 國民陣綫           | 巫統       | 巫統     | 198 / 219      | 執政黨以絕對多數議席執政   |
| 12   | 2008年 | 國民陣綫           | 巫統       | 巫統     | 140 / 222      | 執政黨以簡單多數議席執政   |
| 13   | 2013年 | 國民陣綫           | 巫統       | 巫統     | 133 / 222      | 執政黨以簡單多數議席執政   |
| 14   | 2018年 | 希望聯盟           | 公正黨     | 巫統     | 121 / 222      | 執政黨以簡單多數議席執政   |
| 15   | 2022年 | 希望聯盟           | 民主行動黨 | 伊斯蘭黨 | 148 / 222      | 聯合政府以絕對多數議席執政 |